# Church Brampton
Church Brampton,ook Church with Chapel Brampton, is een civil parish in het bestuurlijke gebied Daventry, in het Engelse graafschap Northamptonshire met 251 inwoners.